# غندول

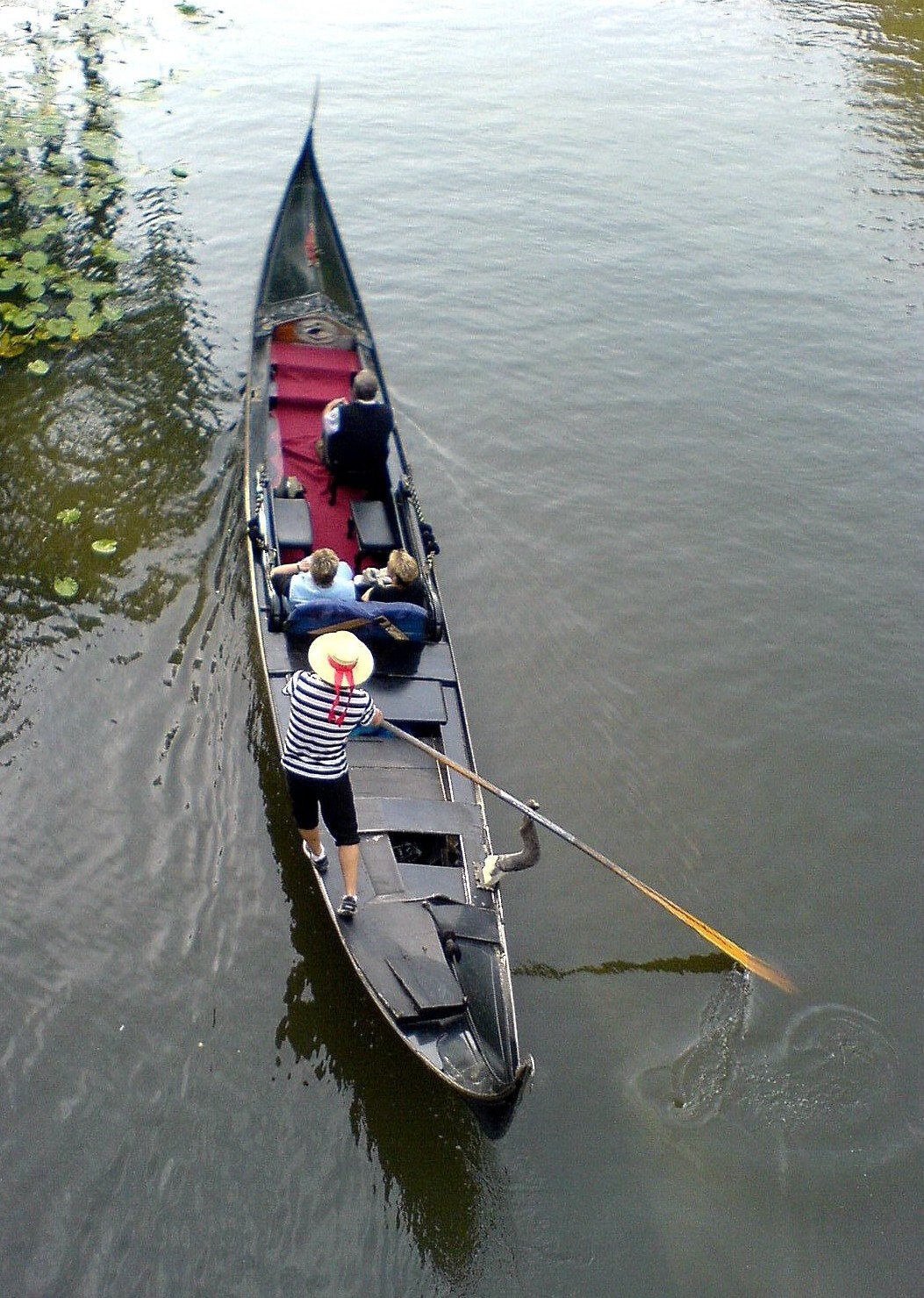
قارب الغندول

الغُنْدُول أو الجُندُول (بالإيطالية: Gondola)‏ هو قارب طويل ورقيق يستعمل في قنوات البندقية بإيطاليا. ويتطلب قانون قديم أن تطلى جميع الجناديل باللون الأسود. ويقوم الغناديلي بدفع القارب في الماء بوساطة مجداف طويل رقيق الحافتين. وفي الوقت الحاضر استبدلت بالغناديل القوارب ذات المحركات كوسيلة للمواصلات ذات الأجر المنخفض. ويفضل أغلب السائحين الآن قارب الأجرة النهري على الغناديل لمشاهدة مناظر المدينة.
وردت أول إشارة معروفة إلى وجود الجندول في ميثاق صدر في عام 1094 عندما منح الدوق فيتو فالير (القاضي الأول في البندقية) بموجبه لبعض سكان البحيرة الشاطئية حق بناء الجندول.
تطور الجندل بعد تعديلات وتحسينات متواصلة تعكس ما طرأ على البندقية ذاتها من تطور اجتماعي واقتصادي وقد أشتهر الجندول بخفته وسرعته وهي من الخصائص التي ذكرها الدوق فاليير.
تم وضع أول تصميم معروف للجندول عام 1555 في ورش الترسانة البحرية وواضح منه أن الجندول في ذلك الوقت أي بعد انقضاء خمسة قرون كان ضامر العارضة وترسخ هذا الإتجاه في القرون الأربعة التالية فصار الجندول أضيق فأضيق.
و في وقتنا الحاضر لا يزيد طول معظم الجندولات عن 10.870 متر ولا يتجاوز عرضها 1.42 متر أي أن النسبة بين الطول والعرض هي 7.7 متر إلى واحد.
و كي يصبح من الممكن استقبال عدد أكبر من الركاب في الزورق يتناقص عرضه تدريجيا أضطر ملاح الجندول إلى ترك مكانه في وسط الزورق وانتقل إلى المؤخرة في مكان يشبه المنصة في مستوى جوانبه المسطحة وتسبب هذا الموضع المرتفع إلى إحداث تجديدين آخرين للجندول وهما الجداف الطويل الثقيل الذي يصنع من لوح واحد من الزان ويبلغ طول ه 4.20 متر ولا يزن أقل من 4.3 كيلو غرام ويعني ذلك أن قائد الزورق تحتاج إلى ملاح قوي أما التجديد الثاني فهو ابتكار محبس غريب الشكل متين مرتفع يسمى الفوركولا (Forcola) أو الشوكة وهو يصنع من خشب الجوز ويشبه جذع شجرة مغصن وهذه القطعة تستخدم بكفاءة تامة كنقطة ارتكاز إذ يستطيع الملاح أن يغير من سرعة الزورق عن طريق نقل مجدافه من مكان إلى آخر في مؤخرة الشوكة.
كما ترتب نقل الملاح إلى المؤخرة ضرورة وضع ثقل مقابل عند المقدمة ولهذا ابتكرت القطة المسماة II ferro وهي شفرة ثقيلة من الصلب لها ستة أضراس أفقية ويقال أنها ترمز إلى الأحياء القديمة الستة في البندقية.
منذ أوائل القرن العشرين أخذ عدد الجندولات وملاحيها يتناقص باستمرار ولم تعد المهنة تحتفظ إلا بالقليل من إغرائها بحيث لم يعد عمل الملاح امتيازا ينتقل من الوالد إلى ولده وقد أدى ظهور الزوارق البخارية إلى التقليل من استخدام الجندول ليصيح رمز من رموز مدينة البندقية.

## المرجع
- الجندول : رمز البندقية العائم، آرثر جيليت، مجلة رسالة اليونسكو، العدد 330 نوفمبر 1988، ص 24 - 28.